# Mustaschsnårsparv
Mustaschsnårsparv (Atlapetes albofrenatus) är en fågel i familjen amerikanska sparvar inom ordningen tättingar.

## Utseende
Mustaschsnårsparven är en distinkt tecknad snårsparv. Den är olivgrön ovan och gul under. Huvudet är mestadels svart, med gulbrun hjässa och ett tydligt vitt mustaschstreck. 

## Utbredning och systematik
Mustaschsnårsparven delas in i två underarter med följande utbredning:
- Atlapetes albofrenatus meridae – förekommer i nordvästra Venezuela.[3]
- Atlapetes albofrenatus albofrenatus  – förekommer i östra Anderna i Colombia (norr om Santander i Cundinamarca).

Underarten meridae urskiljs av vissa som egen art.

### Familjetillhörighet
Tidigare fördes de amerikanska sparvarna till familjen fältsparvar (Emberizidae) som omfattar liknande arter i Eurasien och Afrika. Flera genetiska studier visar dock att de utgör en distinkt grupp som sannolikt står närmare skogssångare (Parulidae), trupialer (Icteridae) och flera artfattiga familjer endemiska för Karibien.

## Levnadssätt
Mustachsnårsparven hittas i kanter av bergsskogar, från cirka 1500 till 2500 meters höjd. Den ses vanlig i par eller småflockar som födosöker i skogens nedre och mellersta skikt.

## Status
IUCN bedömder hotstatus för underarterna var för sig, båda som livskraftiga.